# Surinaamse Biljart Bond
De Surinaamse Biljart Bond (SBB) is de officiële sportbond voor biljart in Suriname. De bond is gevestigd in Paramaribo.
De bond werd op 25 oktober 1963 opgericht door leden van de Brutusclub, HNS, de Kaderclub en Spes Patriae. Tegelijk werd het eerste bestuur gevormd, dat bestond uit voorzitter G.K. Brunings, 1e secretaris H. Verwey, 2e secretaris L. Leeflang en penningmeester B. Abhelak. Het duurde echter nog tot 1974 voordat er kampioenschappen werden georganiseerd. Dit initiatief kwam toen van André Kamperveen.
Per 1 februari 2018 staakte de SBB alle activiteiten op biljartgebied vanwege financiële problemen. Volgens de bond had het – ondanks dat er wel subsidieaanvragen waren gedaan – sinds 2013 geen geld meer van het ministerie van Sport- en Jeugdzaken ontvangen en had ze daarnaast geen of nauwelijks contributie ontvangen van de aangesloten verenigingen.